# Белли, Джузеппе Джоакино

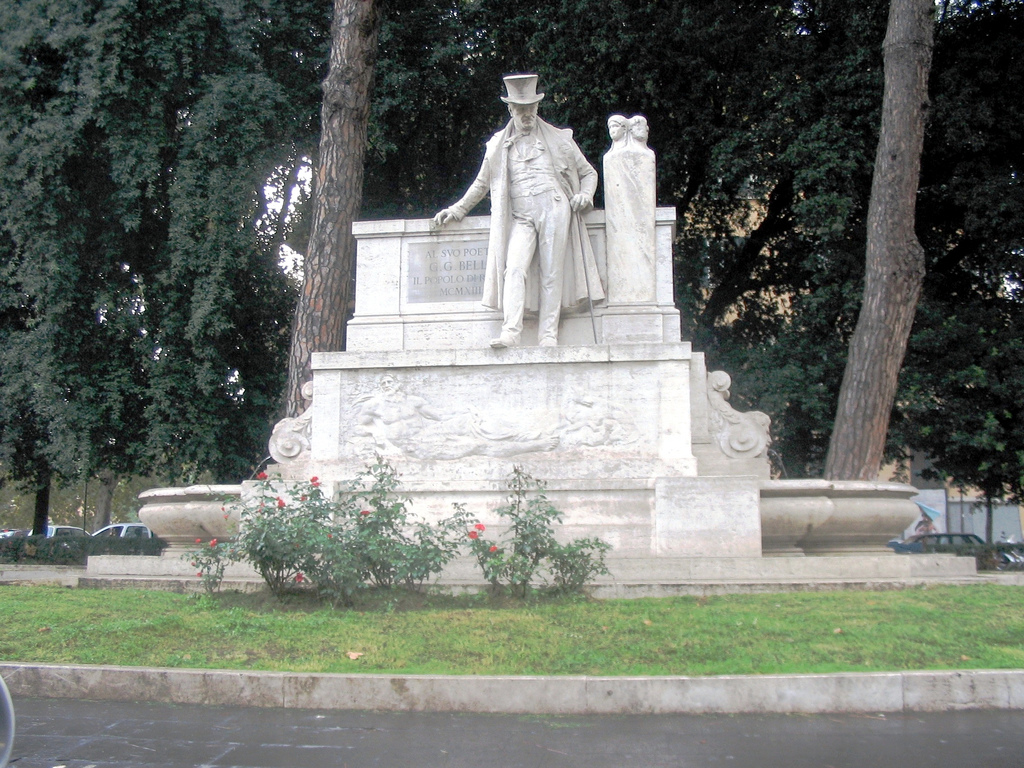
Памятник Белли в квартале Трастевере

Джузеппе Джоакино Белли (7 сентября 1791, Рим — 21 декабря 1863, Рим) — итальянский поэт, прославившийся своими сонетами, написанными на римском наречии.

## Биография
Джузеппе Джоакино родился в Риме в мелкобуржуазной семье. Его отец, чиновник папской курии, переехал по служебному назначению в Чивитавеккью, где впоследствии умер от холеры. Белли, вместе с матерью и его двумя братьями, вернулся в Рим, где поселился в скромной квартире на улице Корсо. Он начал карьеру писателя с произведений на итальянском языке: в выборе языка он следовал совету друга и поэта Франческо Спады.
Посвятив несколько лет литературе в почти круглой нищете, в 1816 году он женился на Марие Конти, богатой даме гораздо старше него. Этот выгодный брак позволил Белли полноценно заниматься литературой без какого бы то ни было материального стеснения. В 1824 году у пары родился сын Чиро. Белли получил возможность путешествовать по Северной и Центральной Италии, где он погрузился в несравненно более развитый по сравнению с Римом литературный мир, в среду, восприимчивую к учению французского Просвещения и революционным идеям того периода, которая полностью отсутствовала в родном Риме. Несмотря на резкие сатирические и часто религоненавистнические взгляды, которые можно встретить в его сонетах (он называл епископов «вшивыми ворами», а папу Пия VIII «похабным» и «начинённым свининой»), политические позиции Белли всегда оставались консервативными в течение всей его жизни.
Во время революции в Риме и последующего провозглашения Римской республики в 1849 году, Белли немедля стал на сторону папы, защищая его незыблемое право на римский престол.
После смерти жены в 1837 году, финансовые дела поэта заметно ухудшились. В свои последние годы Белли разочаровался в жизни, питая несокрушимую неприязнь к миру и жизни вокруг себя, и не раз говорил, что «он как поэт уже погиб». Неслучайно именно к этому времени его творчество стало стремительно скуднеть: его последний сонет приурочен к 1849 году.
К концу жизни Белли работал художественным и политическим цензором для папского правительства. В этот период он, например, запретил труды Шекспира и критически высказался о музыке Верди и Россини.
Джузеппе Джоакино Белли умер в Риме в 1863 году от сердечного удара.
Изображён на итальянской почтовой марке 1991 года, марке Ватикана, итальянской монете 5 е

## Труды
Белли прославился главным образом своим уникальным поэтическим творчеством на римском диалекте. Он создал более двух тысяч сонетов, которые представляют собой бесценный памятник папского Рима XIX века и жизни простолюдина этого города. Сонеты восходят к периоду времени между 1830 и 1839 годами. Белли тщательно их скрывал от широкой публики, и за несколько дней до своей кончины даже попросил своего друга, священника Винченцо Тиццани, их сжечь. К счастью, священник решил их отдать сыну поэта, Чиро, который немедленно позаботился о первом издании творческого наследия отца, ставшем наконец доступным в 1866 году.
Самая отличительная черта сонетов Белли — их поразительное, стихийное чувство юмора и острая, постоянная способность неумолимым смехом критиковать порочные стороны римского общества. Кроме того, несколько сонетов проявляют недвусмысленный интерес к эротическим вопросам.
Несмотря не беспощадные выпады на нравственный упадок Римской Церкви и римского общества вообще, даже самые острые сонеты Белли не задевают эстетических чувств читателей благодаря мастерству автора и редкому реализму в описании событий.

## Издания на русском языке
- Римские сонеты/ Пер. с итал. Е. Солоновича. М.: Новое издательство, 2012
- Римские сонеты ч. 1 - 15/ Пер. с итал. Косиченко Бр. М.: Ридеро, 2019-2023